# Kariera Karluka
Kariera Karluka. Powieść po trosze satyryczna (ros. Кандидат наук, Kandidat nauk) – powieść radzieckiego pisarza Gawriła Trojepolskiego z 1958. Polskie wydanie ukazało się w 1960 w tłumaczeniu Henryki Broniatowskiej. Była pierwszą powieścią autora (wcześniej pisał opowiadania).
Powieść (akcja osadzona jest w 1953) jest ostrą satyrą na biurokratyczne stosunki w radzieckiej nauce oraz agronomii. Główni bohaterowie negatywni to: Karp Stiepanowicz Karluk (kandydat nauk, z pochodzenia chłopski średniak i tchórz w czasie wojny), Iraklij Kiprianowicz Podsuszka (jego współpracownik, lizus i wazeliniarz) i Jefim Tarasowicz Czernocharow (profesor agronomii). Wszyscy oni reprezentują skrajnie biurokratyczne podejście do uprawy ziemi, żyjąc w świecie naukowych teorii (często się zmieniających wraz z decyzjami politycznymi), w całkowitym oderwaniu od praktyki rolnej i faktycznych problemów życia kołchozowego (Niektórzy uczeni, rozumiecie, tacy uczeni z marginesu nauki, jęczą, że na południu naszego obwodu nie rośnie lucerna. To jest podważanie teorii... Jedynie słusznej teorii Williamsa... Trzeba dowieść, rozumiecie, trzeba dowieść, że lucerna tam rośnie.). Stanowią trudną do zwalczenia kastę nieuków, utrudniających pracę i spowalniających rozwój kraju. Tytuły naukowe zdobywają dzięki lojalności politycznej i znajomościom w kręgach decydenckich. Autor wyśmiewa np. sztucznie wymyślane tytuły ich prac i dysertacji oraz struktur, w jakich są zatrudnieni (np. Międzyobwodowe Biuro dla Spraw Pasz Końskich, czyli Międzobpaszkonbiuro). Po drugiej stronie barykady stoją prawdziwi praktycy, ludzie dla których uprawa ziemi jest życiowym wyzwaniem. Pragną naukowymi metodami podnieść wydajność pracy w kołchozach. Należą do nich profesor Gierasim Iljicz Masłowski, Nikołaj Pietrowicz Gałkin (przewodniczący kołchozu, który dawno temu osobiście rozmawiał z Leninem) i Filip Iwanowicz Jegorow - odważny żołnierz wojny ojczyźnianej, agronom z miłości do ziemi i krytyk Karluka. Opozycja między tymi dwiema grupami stanowi kanwę książki. Początkowo nieucy i biurokraci triumfują (Jegorow traci nawet legitymację partyjną), ale z czasem prawdziwa agronomia zwycięża. Dopomagają w tym rozporządzenia XX Zjazdu KPZR. Krytyce poddane zostaje sztywne trzymanie się teorii (np. łysenkizmu), a pochwalone elastyczne stosowanie zasad, zależnie od warunków terenowych danego kołchozu.